# هراند آلیاناک
هراند آلیاناک (ارمنی: Հրանտ Ալյանաք؛ انگلیسی: Hrand Alyanak؛ ۱۸۸۰ – ۱۹۳۸) یک نقاش و مؤلف ارمنی‌تبار بود.

## زندگی‌نامه
هراند آلیاناک با نام اصلی هراند هوسپی آلیاناکیان (ارمنی: Հրանտ Հովսեփի Ալյանաքյան) در کنستانتینوپل به دنیا آمد و در آکادمی هنرهای زیبا زیر نظر سالواتور والری تحصیل نمود. در سال ۱۸۹۶ به بلغارستان و سپس از آنجا به قفقاز نقل مکان نمود جایی که وی به مدت ۵ سال در تفلیس و باکو به عنوان یک هنرمند به فعالیت پرداخت و مقاله‌هایی برای روزنامه‌های محلی ارمنی به رشته تحریر درآورد. وی در سال ۱۹۰۷ به پاریس نقل مکان نمود. دورنماهای وی در نمایشگاه‌ها به نمایش گذاشته شد آلیاناک عضو اتحادیه خبرنگاران مطبوعات خارجی و در سال ۱۹۲۳ Palme d'Officier d'Academie به وی اعطا گردید. نقاشی‌های وی تحت عنوان Sunset over Istanbul Harbour and A Fisherman's Hut in Istanbul در سال ۱۹۲۶ در پاریس به نمایش گذاشته شد وی در سال ۱۹۳۸ در سن ۵۸  سالگی در پاریس درگذشت.